# Bangabandhu Cup
La Bangabandhu Cup, también conocida como  Copa Oro Bangabandhu es un torneo internacional de fútbol organizado por la Federación de Fútbol de Bangladés (BFF) en homenaje al Padre de la nación Bangabandhu Sheikh Mujibur Rahman. Se ha jugado esporádicamente desde 1996, y volvió a ser disputada en 2015.

## Palmarés
| Año     | Final     | Final          | Final        |
| Año     | Campeón   | Marcador       | Subcampeón   |
| ------- | --------- | -------------- | ------------ |
| 1996-97 | Malasia   | 2 - 1          | PSM Makassar |
| 1999    | Japón     | 3 - 2          | Ghana        |
| 2015    | Malasia   | 3 - 2          | Bangladés    |
| 2016    | Nepal     | 3 - 0          | Baréin       |
| 2018    | Palestina | 0-0 (4-3 pen.) | Tayikistán   |
| 2020    | Palestina | 3-1            | Burundi      |

## Títulos por país
| País         | Títulos | Subtítulos | Años campeón  |
| ------------ | ------- | ---------- | ------------- |
| Malasia      | 2       | 0          | 1996-97, 2015 |
| Palestina    | 2       | 0          | 2018, 2020    |
| Japón        | 1       | 0          | 1999          |
| Nepal        | 1       | 0          | 2016          |
| PSM Makassar | 0       | 1          |               |
| Ghana        | 0       | 1          |               |
| Bangladés    | 0       | 1          |               |
| Tayikistán   | 0       | 1          |               |
| Burundi      | 0       | 1          |               |
| Baréin       | 0       | 1          |               |

## Goleadores por edición
| Año     | Jugador                             | Goles |
| ------- | ----------------------------------- | ----- |
| 1996-97 | Izaak Fatari Musa Kallon            | ?     |
| 1999    | Lee Chun-Soo                        | 7     |
| 2015    | Kumaahran Sathasivam Pakorn Prempak | 2     |
| 2016    | Nawayug Shrestha                    | 4     |
| 2018    | Komron Tursunov                     | 2     |
| 2020    | Jospin Nshimirimana                 | 7     |